# 유박 (임성왕)
임성왕 유박(任城王 劉博, ? ~ 174년)은 후한 말기의 황족으로, 하간효왕의 아들이다.

## 생애
연희 4년(161년), 임성왕에 봉해졌다. 효심이 있어 어머니의 복상을 예법에 맞추어 행하였고, 식읍 3천 호를 더 받았다.
희평 3년(174년)에 죽었고, 아들이 없어 봉국은 폐지되었다.

## 출전
- 범엽, 《후한서》 권7 효환제기·권8 효영제기·권42 광무십왕열전

| 선대 (10년 전) 임성절왕 유숭 | 후한의 임성왕 161년 4월 갑인일 - 174년 11월 | 후대 (1년 후) 유타 |